# 栋塔伊
栋塔伊（法語：Domptail，法語發音：[dɔ̃taj]）是法国大東部大區孚日省的一个市镇，属于埃皮纳勒区。

## 地理
栋塔伊（48°26'48"N, 6°36'58"E）面积18.63 平方千米，位于法国大東部大區孚日省，该省份为法国东北部内陆省份，北起默兹省和默尔特-摩泽尔省，西接上马恩省，南至上索恩省和贝尔福地区省，东临上莱茵省和下莱茵省。
与栋塔伊接壤的市镇（或旧市镇、城区）包括：梅纳尔蒙、圣皮埃尔蒙、克萨费维莱尔、丰特努瓦拉茹特、马涅尔、穆瓦延。
栋塔伊的时区为UTC+01:00、UTC+02:00（夏令时）。

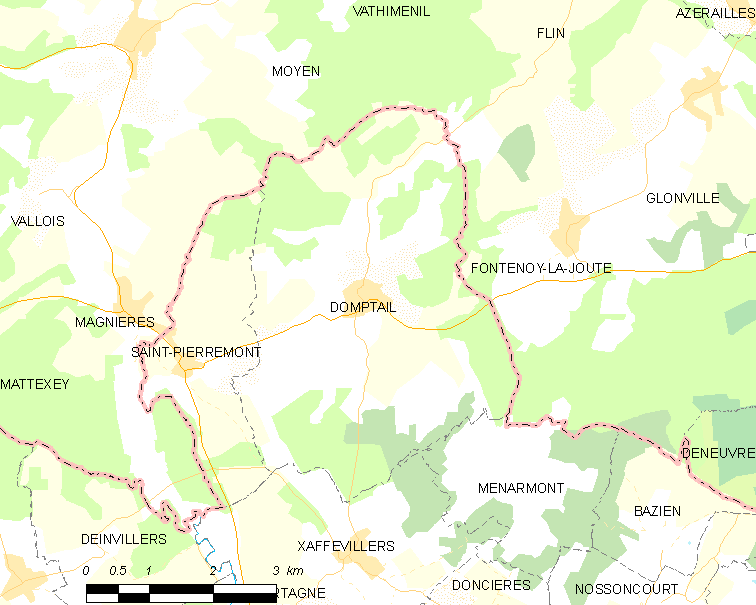
栋塔伊的OSM定位图

## 行政
栋塔伊的邮政编码为88700，INSEE市镇编码为88153。

## 政治
栋塔伊所属的省级选区为拉翁莱塔普县。

## 人口

1962-2008年间栋塔伊人口变化图示

栋塔伊于2022年1月1日时的人口数量为338人。